# Günther Hamann
Günther Hamann (* 12. Oktober 1924 in Wien; † 13. Oktober 1994, ebenda) war ein österreichischer Historiker und Professor an der Universität Wien.

## Leben und Wirken

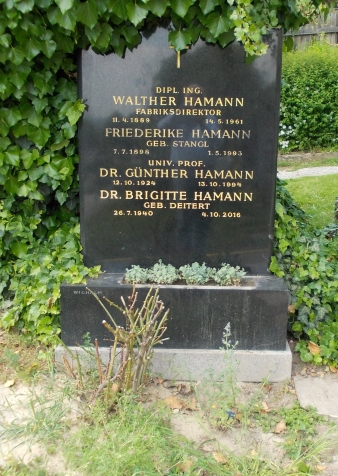
Grabstätte von Günther Hamann

Hamann wurde 1942 zur Wehrmacht eingezogen und studierte ab 1945 an der Universität Wien Geschichte. Er habilitierte sich 1961, wurde 1964 außerordentlicher und 1971 ordentlicher Professor für Geschichte der Neuzeit am Historischen Institut der Universität Wien. 1965 heiratete er Brigitte Hamann, geborene Deitert (1940–2016), mit der er drei Kinder bekam, unter ihnen die Journalistin und Feministin Sibylle Hamann.
Hamanns Spezialgebiete waren die Geschichte der Naturwissenschaften, die Geschichte der geographischen Entdeckungen und Kartographiegeschichte. Durch seine Vorlesungen und Seminare interessierte er viele Studierende für die Geschichte der Naturwissenschaften. Eine Reihe seiner Dissertanten wurden selbst zu Forschern in diesem Bereich, etwa Johannes Dörflinger, Marianne Klemun oder Franz Graf-Stuhlhofer. Manche von ihnen fanden schließlich ein benachbartes Hauptforschungsgebiet, etwa in der Völkerkunde, wie Karl R. Wernhart oder in der Frühen Neuzeit, wie Alfred Kohler.
Hamann war 1980 Hauptinitiator bei der Gründung der „Österreichischen Gesellschaft für Geschichte der Naturwissenschaften“. 1992 erfolgte deren Umbenennung auf Österreichische Gesellschaft für Wissenschaftsgeschichte. Bereits im Jahr nach der Gründung, also 1981, begann die Herausgabe einer Zeitschrift dieser Gesellschaft (heute: Mitteilungen der Österreichischen Gesellschaft für Wissenschaftsgeschichte). In der Leitung der Gesellschaft folgte ihm 1988 als Präsident Helmuth Grössing, einst Assistent bei Hamann.
Seit 1979 war er korrespondierendes Mitglied der Sächsischen Akademie der Wissenschaften. Einen Überblick über sein wissenschaftsgeschichtliches Forschen gewährt die 1993, also ein Jahr vor seinem Tod, herausgekommene Aufsatzsammlung Die Welt begreifen und erfahren. Günther Hamann wurde auf dem Grinzinger Friedhof (Gruppe 36, Reihe 5, Nummer 25) bestattet.

## Auszeichnungen
- 1989: Kardinal-Innitzer-Preis (Würdigungspreis für Geisteswissenschaften)

## Schriften (Auswahl)
- Der Eintritt der südlichen Hemisphäre in die europäische Geschichte. Die Erschließung des Afrikaweges nach Asien vom Zeitalter Heinrichs des Seefahrers bis zu Vasco da Gama (= Veröffentlichungen der Kommission für Geschichte der Mathematik und der Naturwissenschaften. H. 6. Sitzungsberichte. Band 260). Verlag Böhlau, Wien 1968.
- Naturhistorisches Museum. Geschichte. Gebäude (= Veröffentlichungen aus dem Naturhistorischen Museum. Neue Folge. Nr. 13), Wien 1976.[4]
- (Hrsg.): Das alte Universitätsviertel in Wien. 1384–1984. Universitäts-Verlag, Wien 1986, ISBN 3-85114-000-1.
- (Hrsg.): 100 Jahre Universität am Ring. Wissenschaft und Forschung an der Universität Wien seit 1884. Universitäts-Verlag, Wien 1986, ISBN 3-85114-003-6.
- mit Helmuth Grössing: Der Weg der Naturwissenschaft von Johannes von Gmunden zu Johannes Kepler. Verlag der Österreichischen Akademie der Wissenschaften, Wien 1988, ISBN 3-7001-1380-3.
- Die Welt begreifen und erfahren. Aufsätze zur Wissenschafts- und Entdeckungsgeschichte. Günther Hamann zur Emeritierung. Hrsg. von Johannes Dörflinger (= Perspektiven der Wissenschaftsgeschichte. Band 1). Böhlau, Wien 1993, ISBN 3-205-98041-7.